# Ditlev von der Lieth
Ditlev von der Lieth (1701 i Elmelohe, Hertugdømet Bremen – 11. juli 1773 på Vamdrup Hovedgård) var en dansk gehejmeråd.
Han var søn af svensk kaptajn Christof von der Lieth til Elmelo ved Bremen og Cathrine Elise f. Marschalck og var født i Bremen. Efter at have været page hos prinsesse Charlotte Amalie blev han 1725 udnævnt til jagtjunker og 1727 til kammerjunker; 1732 blev han jægermester i Haderslev, Sønderborg og Nordborg Amter, hvorfra han 1736 forflyttedes til Koldinghus Distrikt, hvor han havde købt Vamdrup Hovedgård. Samme år udnævntes han til etatsråd, blev 1744 kammerherre, 1759 hvid ridder og 1768 gehejmeråd.
6. oktober 1741 var Lieth blevet gift med Frederikke Sophie Klingenberg (født 1715), datter af justitsråd Henrik Klingenberg til Ørum og Tanderup. Han døde 11. juli 1773, hans enke 16. januar 1778.
I 1839 nedgraves 4 kister, der havde stået i et tårnet indrettet gravkapel på Harte Kirkegård, de to af kisterne indeholdt ligne af Ditlev og hans hustru.